# Ron Greenwood
Ronald ”Ron” Greenwood CBE (n. 11 noiembrie 1921, Suffolk, Anglia, Regatul Unit al Marii Britanii și Irlandei – d. 9 februarie 2006, Suffolk, Anglia, Regatul Unit) a fost un fotbalist și antrenor englez de fotbal, cunoscut mai ales ca selecționer al echipei naționale de fotbal a Angliei între 1977 și 1982, dar și ca antrenor al lui West Ham United timp de 13 ani, perioadă în care clubul și-a câștigat faima sa.

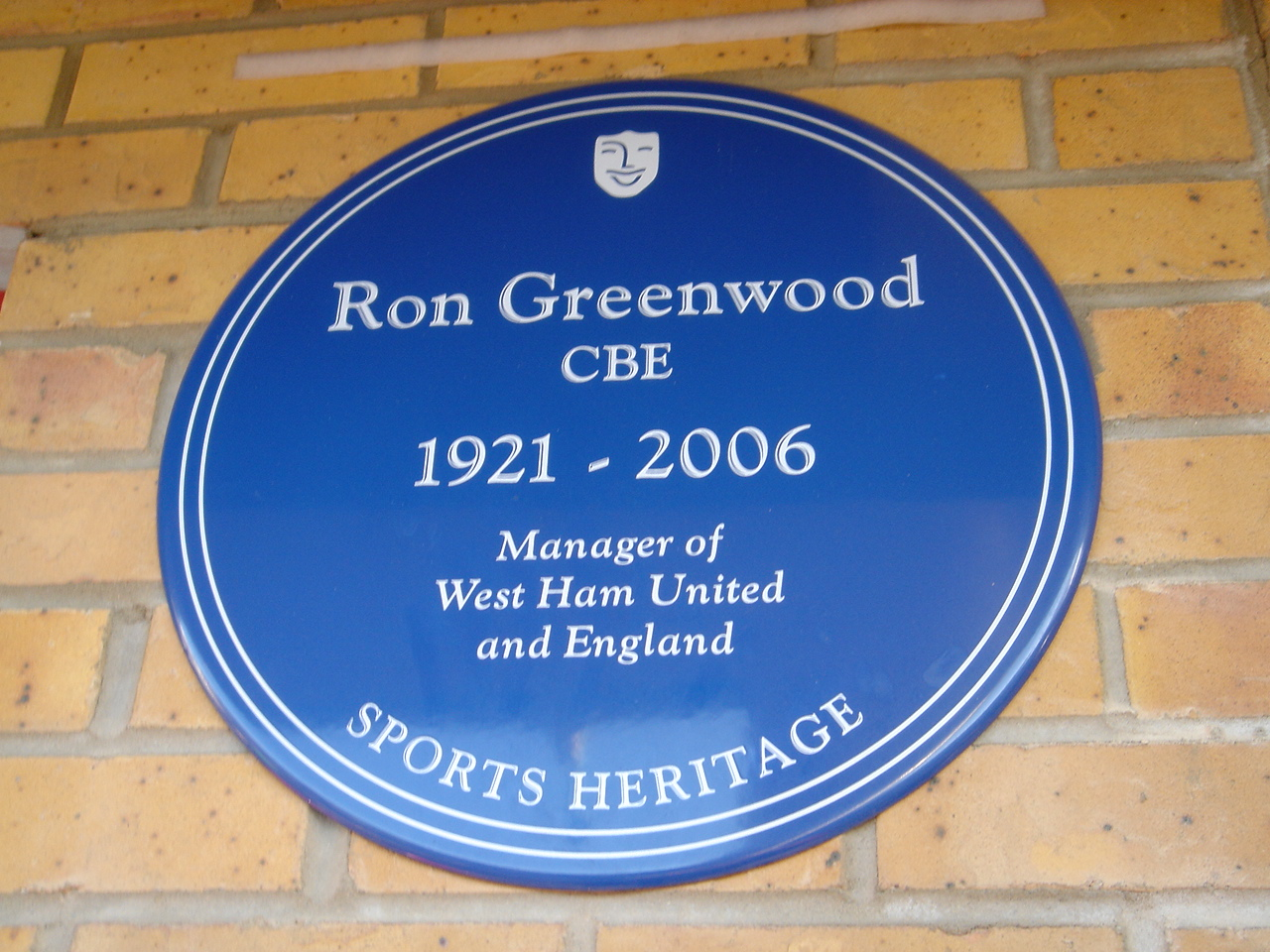
Placă comemorativă în cinstea lui Ron Greenwood, la stadionul lui West Ham – Boleyn Ground

## Palmares

### Jucător
Chelsea
- Football League First Division: 1954–55

### Antrenor
West Ham United
- FA Youth Cup: 1963
- International Soccer League (1960-1965): 1963
- FA Cup: 1964
- FA Charity Shield: 1964 (*împărțit)
- Cupa Cupelor UEFA: 1964–65

## Statistici antrenorat
| Echipa          | Țara   | Început      | Sfârșit     | Rezultate  | Rezultate | Rezultate | Rezultate | Rezultate |
| M               | V      | R            | Î           | Victorii % |           |           |           |           |
| --------------- | ------ | ------------ | ----------- | ---------- | --------- | --------- | --------- | --------- |
| West Ham United | Anglia | aprilie 1961 | august 1974 | 613        | 215       | 165       | 233       | 35,07     |
| Anglia          | Anglia | 1977         | 1982        | 55         | 33        | 12        | 10        | 60        |